# Kórnik (gmina)
Pour l’article homonyme, voir Kórnik.
Kórnik est une gmina mixte du powiat de Poznań, Grande-Pologne, dans le centre-ouest de la Pologne. Son siège est la ville de Kórnik, qui se situe environ 22 km au sud-est de la capitale régionale Poznań.
La gmina couvre une superficie de 186,58 km2 pour une population de 17 585 habitants en 2006.

## Géographie

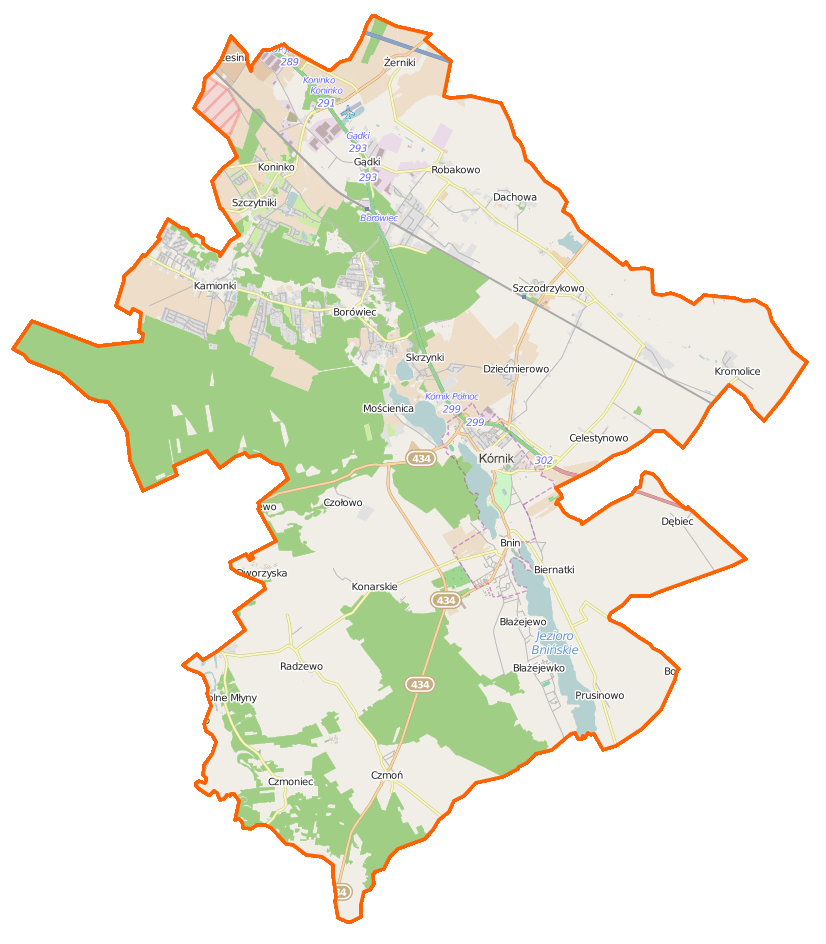
Plan de la gmina.

Outre la ville de Kórnik, la gmina inclut les villages de:
- Biernatki
- Błażejewko
- Błażejewo
- Borówiec
- Czmoń
- Czmoniec
- Czołowo
- Dachowa
- Dębiec
- Dziećmierowo
- Gądki
- Kamionki
- Konarskie
- Koninko
- Kromolice
- Mościenica
- Pierzchno
- Prusinowo
- Radzewo
- Robakowo
- Runowo
- Skrzynki
- Szczodrzykowo
- Szczytniki
- Żerniki

### Gminy voisines
La gmina de Kórnik est bordée :
- des gminy de :
  - Kleszczewo
  - Mosina
  - Śrem
  - Środa Wielkopolska
  - Zaniemyśl
- de la ville de :
  - Poznań

## Structure du terrain
D'après les données de 2002, la superficie de la commune de Kórnik est de 186,58 km², répartis comme tel :
- terres agricoles : 62 %
- forêts : 26 %

La commune représente 9,82 % de la superficie du powiat.

## Démographie
Données du 31 décembre 2009 :
| Description        | Total  | Total | Femmes | Femmes | Hommes | Hommes |
| ------------------ | ------ | ----- | ------ | ------ | ------ | ------ |
| Unité              | Nombre | %     | Nombre | %      | Nombre | %      |
| population         | 20 080 | 100   | 10 202 | 50,8   | 9 878  | 49,2   |
| Densité (hab./km²) | 108    | 108   | 54,9   | 54,9   | 53,1   | 53,1   |